# Fenway Sports Group
Fenway Sports Group (FSG) — американская компания, занимающаяся инвестициями в спорт. Ей принадлежат клуб Главной лиги бейсбола «Бостон Ред Сокс», клуб Национальной хоккейной лиги «Питтсбург Пингвинз» и клуб Английской Премьер-лиги «Ливерпуль».
FSG была основана в 2001 году и называлась New England Sports Ventures. Компания была основана после того, как Джону Генри, удалось объединить свои усилия с Томом Вернером, Лесом Оттеном, New York Times Company и другими инвесторами для покупки «Ред Сокс». В марте 2011 года NESV объявили о смене названия на Fenway Sports Group.
Кроме «Ред Сокс» и «Ливерпуля» компании также принадлежат стадионы команд («Фенуэй Парк» и «Энфилд»), Fenway Sports Management (которой принадлежит «Салем Ред Сокс» — бейсбольная команда из низшей спортивной лиги класса А), 80 % New England Sports Network и 50 % команды NASCAR Roush Fenway Racing.